# Rajon Pawlohrad

Flagge der Region

Der Rajon Pawlohrad (ukrainisch Павлоградський район; russisch Павлоградский район/Pawlogradski rajon) ist eine Verwaltungseinheit im Nordosten der ukrainischen Oblast Dnipropetrowsk, der Verwaltungssitz des Rajons ist die Stadt Pawlohrad. Die Stadt liegt 75 km östlich der Oblasthauptstadt Dnipro.

## Geschichte
Der Rajon wurde am 7. März 1923 gegründet, seit 1991 ist er ein Teil der heutigen Ukraine.
Am 17. Juli 2020 kam es im Zuge einer großen Rajonsreform zur Auflösung des alten Rajons und einer Neugründung unter Vergrößerung des Rajonsgebietes um den Rajon Jurjiwka (östlicher Teil) sowie der bis dahin unter Oblastverwaltung stehenden Städte Pawlohrad und Terniwka, dazu kleine Teile des Rajons Synelnykowe.

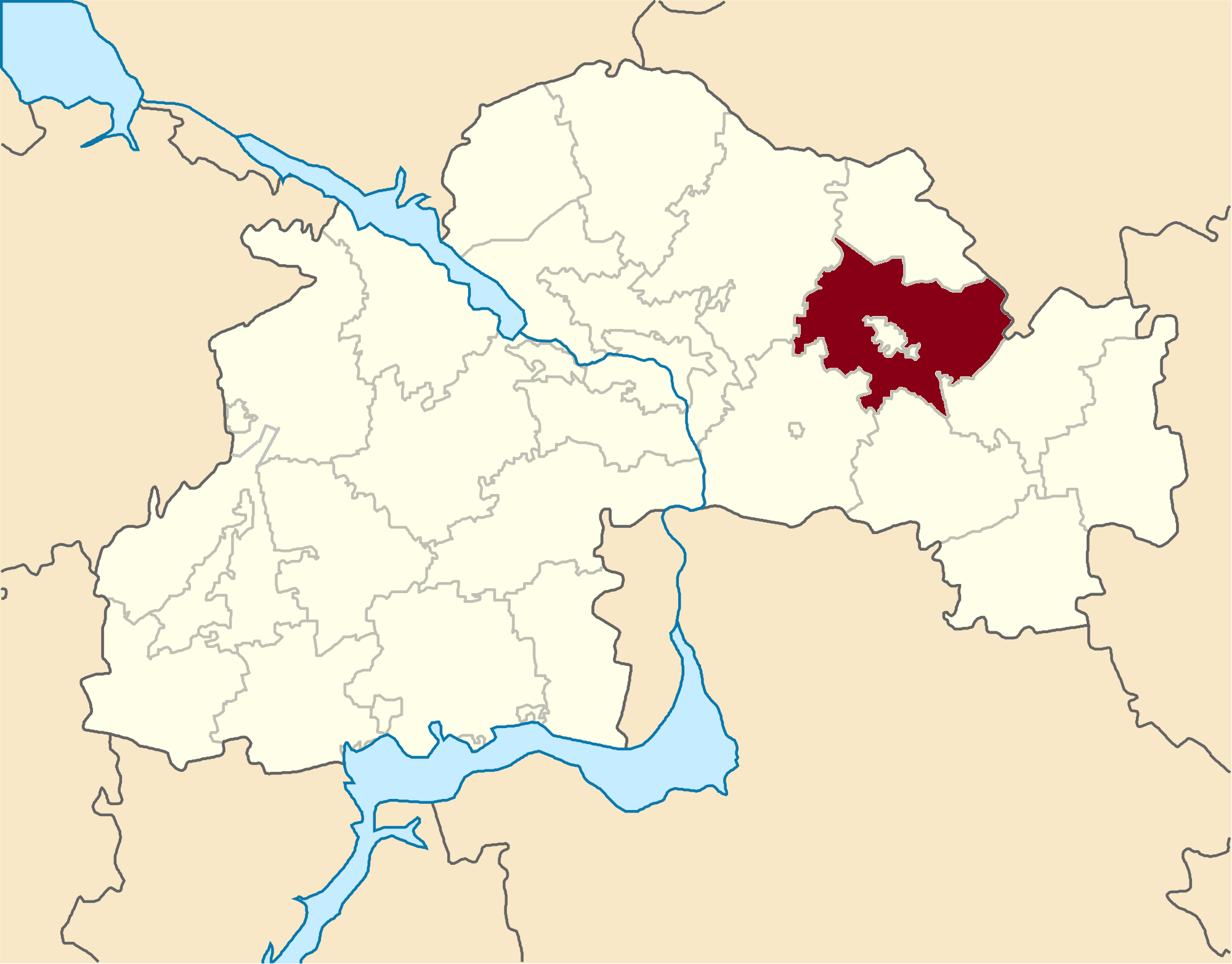
Rajon Pawlohrad bis Juli 2020
Rajonsgebiet ab Juli 2020

## Geographie
Der Rajon liegt im Nordosten der Oblast Dnipropetrowsk. Er grenzt im Norden an den Rajon Krasnohrad (in der Oblast Charkiw gelegen), im Osten an den Rajon Losowa (Oblast Charkiw), im Süden an den Rajon Synelnykowe sowie im Nordwesten an den Rajon Nowomoskowsk.
Bis Juli 2020 grenzte er im Norden an den Rajon Jurjiwka, im Nordosten an den Rajon Blysnjuky der Oblast Charkiw, im Südosten an den Rajon Petropawliwka, im Süden an den Rajon Wassylkiwka, im Südwesten an den Rajon Synelnykowe und im Westen an den Rajon Nowomoskowsk.
Innerhalb des Rajon lagen die kreisfreien Städte Pawlohrad und Terniwka. Die größten Ortschaften des Rajons waren die Städte Pawlohrad und Terniwka.
Der größte Fluss der Region ist die Samara, ein 320 km langer Nebenfluss des Dnepr, sowie deren linker Nebenfluss, die 323 km lange Wowtscha.

### Verkehrsanbindung
Durch den Rajon verläuft die Europastraße 50 / Fernstraße M 04 zwischen Kiew und Donezk sowie die Eisenbahnlinien Moskau–Simferopol, Dnipro–Pokrowsk und Pawlohrad–Nowomoskowsk.

## Bevölkerung
| Bevölkerungsentwicklung |        |        |        |        |        |
| Jahr                    |        |        |        |        |        |
| 1970                    | 1979   | 1989   | 2001   | 2010   | 2017   |
| 62.862                  | 57.447 | 50.489 | 32.672 | 29.196 | 27.560 |

Quelle:

## Administrative Gliederung
Auf kommunaler Ebene ist der Rajon in 7 Hromadas (2 Stadtgemeinden, 1 Siedlungsgemeinden und 4 Landgemeinden) unterteilt, denen jeweils einzelne Ortschaften untergeordnet sind.
Zum Verwaltungsgebiet gehören:
- 2 Städte
- 1 Siedlung städtischen Typs
- 92 Dörfer
- 3 Ansiedlungen

Die Hromadas sind im Einzelnen:
- Stadtgemeinde Pawlohrad
- Stadtgemeinde Terniwka
- Siedlungsgemeinde Jurjiwka
- Landgemeinde Bohdaniwka
- Landgemeinde Meschyritsch
- Landgemeinde Trojizke
- Landgemeinde Werbky

Auf kommunaler Ebene war der Rajon bis Juli 2020 in 11 Landratsgemeinden unterteilt, denen jeweils einzelne Ortschaften untergeordnet waren.
Zum Verwaltungsgebiet gehörten:
- 37 Dörfer
- 2 Ansiedlungen

### Dörfer und Siedlungen
| Dörfer                          | Dörfer                | Dörfer                                    | Dörfer            |
| Name                            | Name                  | Name                                      | Gemeindezuordnung |
| ukrainisch transkribiert        | ukrainisch            | russisch                                  | Gemeindezuordnung |
| ------------------------------- | --------------------- | ----------------------------------------- | ----------------- |
| Bohdaniwka                      | Богданівка            | Богдановка (Bogdanowka)                   | Bohdaniwka        |
| Bohuslaw                        | Богуслав              | Богуслав (Boguslaw)                       | Bohuslaw          |
| Bulachiwka                      | Булахівка             | Булаховка (Bulachowka)                    | Bulachiwka        |
| Datschne (bis 2016 Kotowez)     | Дачне (Котовець)      | Дачное (Datschnoje)/Котовец               | Meschyritsch      |
| Domacha                         | Домаха                | Домаха (Domacha)                          | Meschyritsch      |
| Karabyniwka                     | Карабинівка           | Карабиновка (Karabinowka)                 | Karabyniwka       |
| Kochiwka                        | Кохівка               | Коховка (Kochowka)                        | Bohdaniwka        |
| Kotschereschky                  | Кочережки             | Кочерёжки (Kotscherjoschki)               | Kotschereschky    |
| Lewadky                         | Левадки               | Левадки (Lewadki)                         | Trojizke          |
| Lymanske                        | Лиманське             | Лиманское (Limanskoje)                    | Karabyniwka       |
| Maloolexandriwka                | Малоолександрівка     | Малоалександровка (Maloalexandrowka)      | Prywowtschanske   |
| Marjiwka                        | Мар'ївка              | Марьевка (Marjewka)                       | Bohdaniwka        |
| Merzaliwka                      | Мерцалівка            | Мерцаловка (Merzalowka)                   | Bohdaniwka        |
| Meschyritsch                    | Межиріч               | Межирич (Meschiritsch)                    | Meschyritsch      |
| Morosiwske                      | Морозівське           | Морозовское (Morosowskoje)                | Werbky            |
| Nowa Datscha                    | Нова Дача             | Новая Дача (Nowaja Datscha)               | Bohdaniwka        |
| Nowa Rus                        | Нова Русь             | Новая Русь (Nowaja Rus)                   | Bohdaniwka        |
| Nowi Werbky                     | Нові Вербки           | Новые Вербки (Nowyje Werbki)              | Werbky            |
| Nowomykolajiwske                | Новомиколаївське      | Новониколаевское (Nowonikolajewskoje)     | Poperetschne      |
| Nowoolexandriwske               | Новоолександрівське   | Новоалександровское (Nowoalexandrowskoje) | Karabyniwka       |
| Oschenkiwka                     | Оженківка             | Оженковка (Oschenkowka)                   | Meschyritsch      |
| Pidlisne                        | Підлісне              | Подлесное (Podlesnoje)                    | Kotschereschky    |
| Poperetschne                    | Поперечне             | Поперечное (Poperetschnoje)               | Poperetschne      |
| Prywowtschanske                 | Привовчанське         | Приволчанское (Priwoltschanskoje)         | Prywowtschanske   |
| Samarske                        | Самарське             | Самарское (Samarskoje)                    | Bohdaniwka        |
| Schachtarske (bis 2016 Telmana) | Шахтарське (Тельмана) | Шахтёрское (Schachtjorskoje)/Тельмана     | Bohdaniwka        |
| Scholobok                       | Жолобок               | Желобок (Schelobok)                       | Kotschereschky    |
| Selene                          | Зелене                | Зелёное (Seljonoje)                       | Bohdaniwka        |
| Step                            | Степ                  | Степь                                     | Poperetschne      |
| Swidiwok                        | Свідівок              | Свидовок (Swidowok)                       | Poperetschne      |
| Trojizke                        | Троїцьке              | Троицкое (Troizkoje)                      | Trojizke          |
| Tscherwona Dolyna               | Червона Долина        | Червоная Долина (Tscherwonaja Dolina)     | Bulachiwka        |
| Tscherwona Nywa                 | Червона Нива          | Червона Нива (Tscherwona Niwa)            | Meschyritsch      |
| Werbky                          | Вербки                | Вербки (Werbki)                           | Werbky            |
| Werbowe                         | Вербове               | Вербовое (Werbowoje)                      | Trojizke          |
| Wessele                         | Веселе                | Весёлое (Wesjoloje)                       | Wjasiwok          |
| Wjasiwok                        | В'язівок              | Вязовок (Wjasowok)                        | Wjasiwok          |
| Siedlungen                      |                       |                                           |                   |
| Mineralni Wody                  | Мінеральні Води       | Минеральные Воды (Mineralnyje Wody)       | Karabyniwka       |
| Nowoseliwske                    | Новоселівське         | Новосёловское (Nowosjolowskoje)           | Meschyritsch      |